# Save Me, San Francisco
Save Me San Francisco es el quinto álbum de estudio de la banda de rock Train. Fue lanzado el 27 de octubre del 2009, por Columbia Records.
El primer sencillo del álbum, "Hey, Soul Sister", que marcó el retorno a las raíces folk rock de la banda, fue lanzado a los minoristas digitales el 11 de agosto del 2009. El video musical de "Hey, Soul Sister" debutó en el Top 20 Countdown de VH1 el 10 de octubre. El sencillo desde entonces se ha convertido en el cuarto sencillo de Train en entrar al Top 40 en el Billboard Hot 100.
De este álbum lanzaron los sencillos: Hey, Soul Sister, If It's Love, Marry Me y Save me, San Francisco.

## Lista de canciones
1. "Save me, San Francisco" (Sam Hollander, Dave Katz, Pat Monahan)
2. "Hey, Soul Sister"       (Amund Bjorklund, Espen Lind, Pat Monahan)
3. "I Got You"                  (Kevin Griffin, P. Simmons, Pat Monahan)
4. "Parachute"(Pat Monahan, Gregg Wattenberg)
5. "This Ain't Goodbye" (Pat Monahan, Ryan Tedder)
6. "If It's Love" (Pat Monahan, Gregg Wattenberg)
7. "You Already Know" (Pat Monahan, Jimmy Stafford, Scott Underwood, Gregg Wattenberg)
8. "Words" (Jerry Becker, Luis Maldonado, Pat Monahan)
9. "Brick by Brick" (Amund Bjorklund, Espen Lind, Pat Monahan)
10. "Breakfast in Bed" (Pat Monahan, Scott Underwood)
11. "Marry Me" (Pat Monahan)

## Canciones de la edición especial "Golden Gate Edition"
1. Shake up Christmas (Sam Hollander, Dave Katz, Pat Monahan)
2. Half Moon Bay (Amund Bjorklund, Espen Lind, Pat Monahan)
3. The Finish Line (Amund Bjorklund, Espen Lind, Pat Monahan)
4. Umbrella (Shawn Carter, Thaddis Kuk Harrell, Christopher "Tricky" Stewart, The-Dream)
5. Parachute [Alternate Version] (Pat Monahan, Gregg Wattenberg)
6. Marry Me [First Dance Mix] (Pat Monahan)

## Posicionamiento
| Año  | Listas                    | Posición |
| ---- | ------------------------- | -------- |
| 2009 | Billboard 200             | 17       |
| 2009 | Billboard Top Rock Albums | 7        |